# Biophytum sensitivum
Biophytum sensitivum là một loài thực vật có hoa trong họ Chua me đất. Loài này được (L.) DC. mô tả khoa học đầu tiên năm 1824.

## Hình ảnh

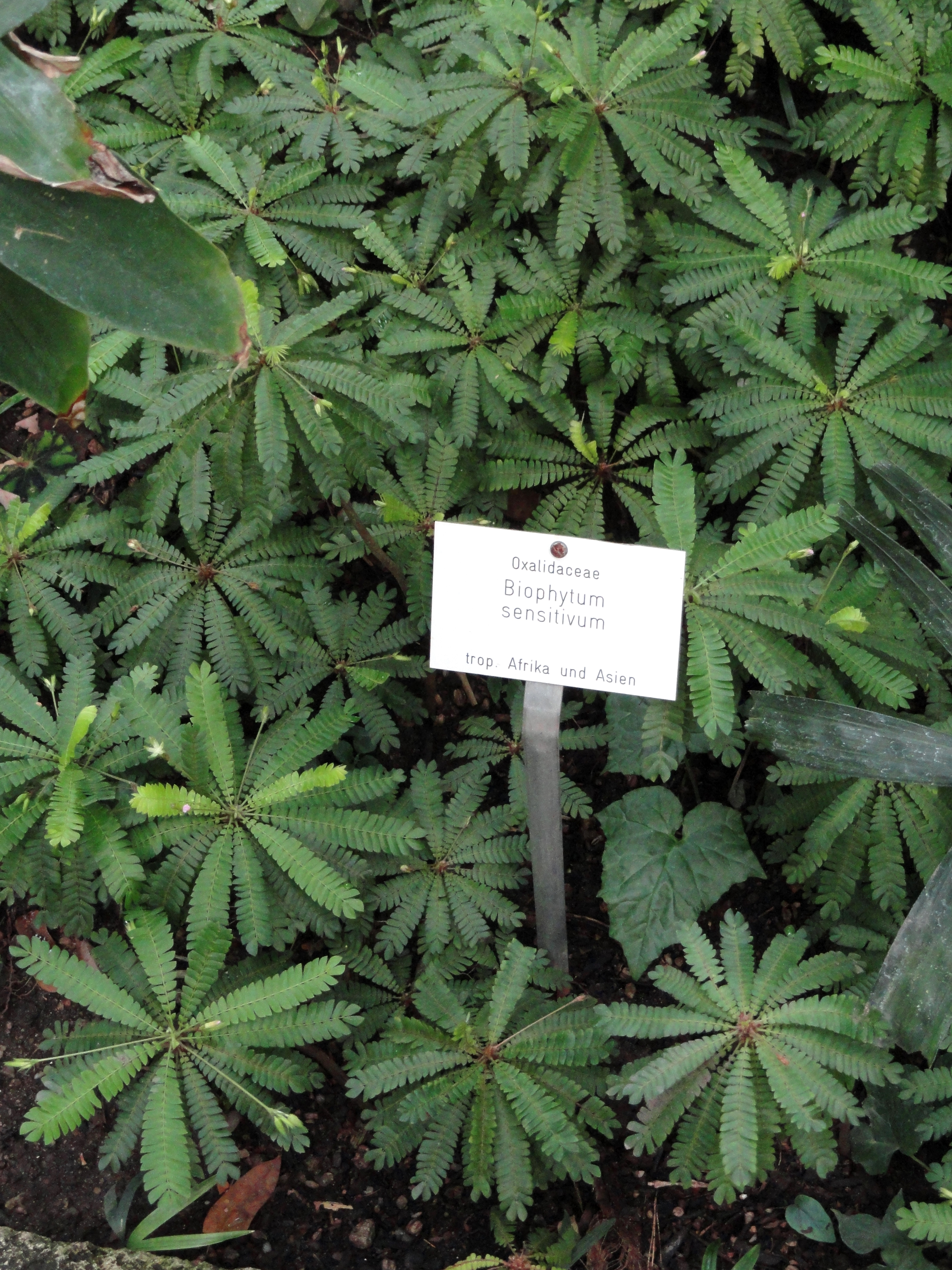
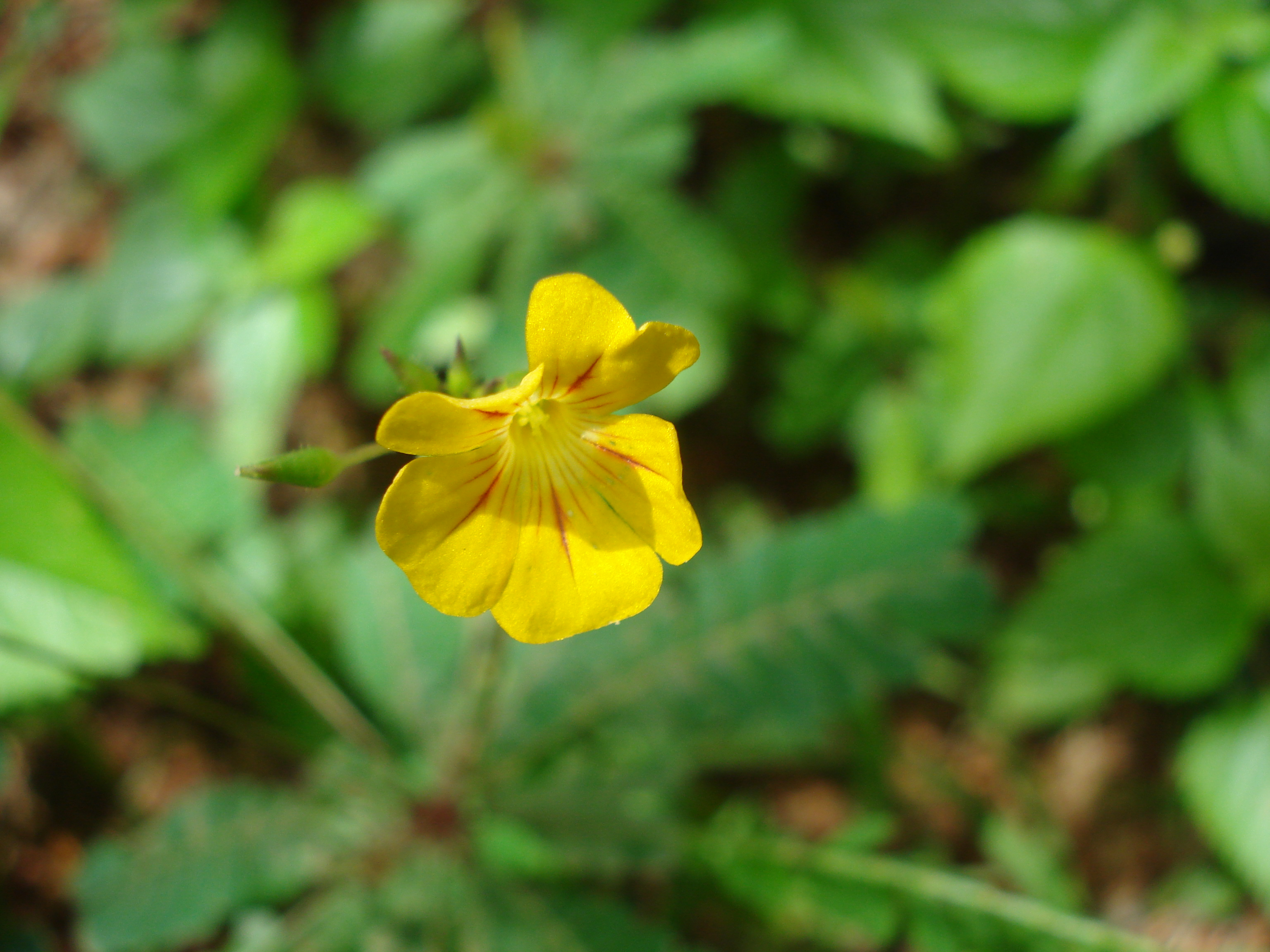
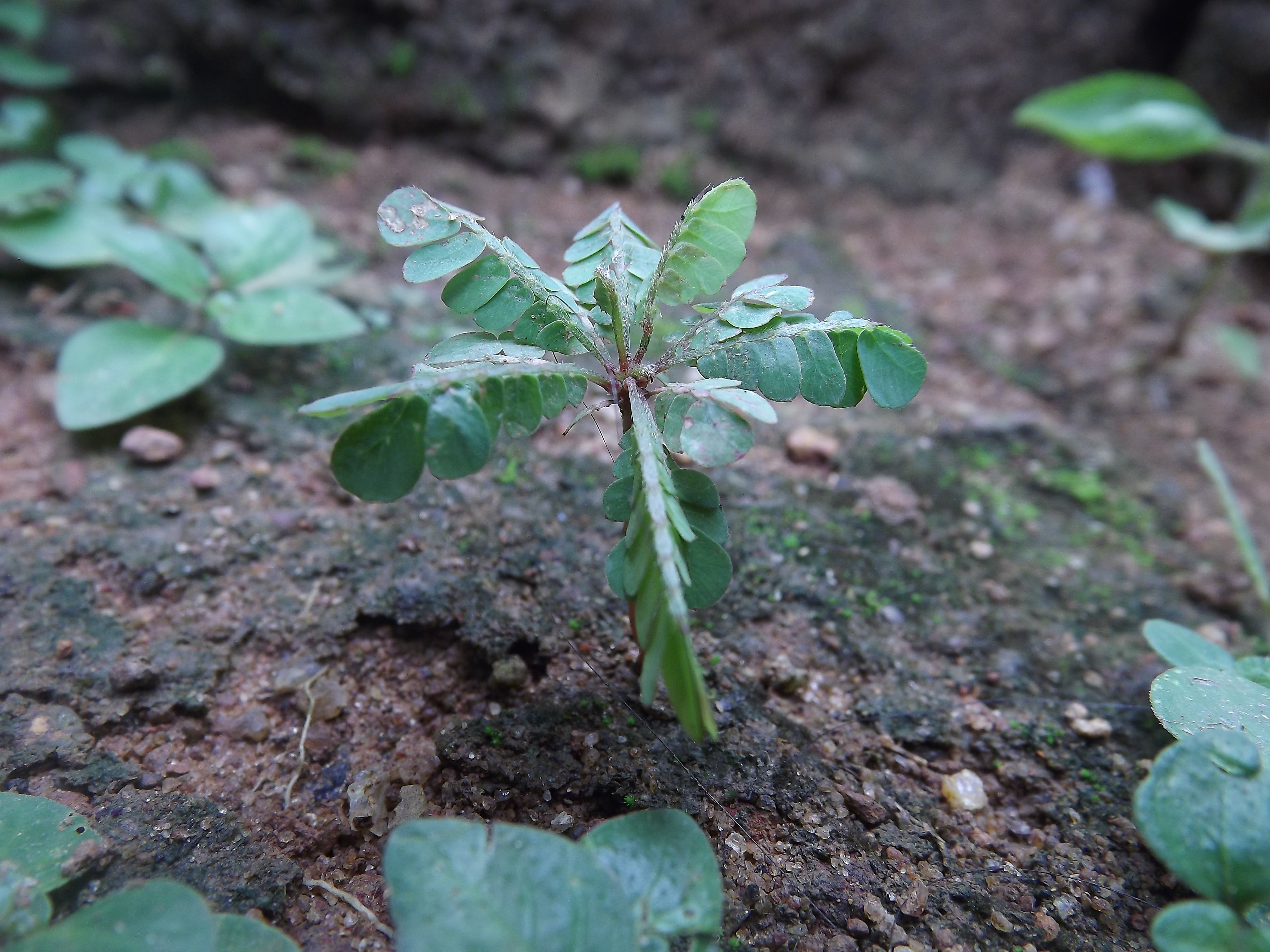
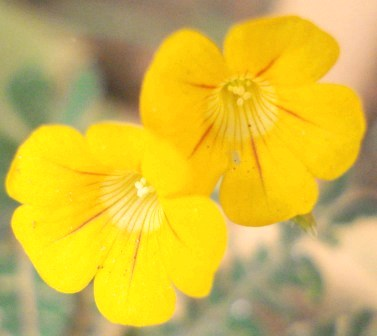